# سيف الإسلام القذافي
سيف الإسلام معمر القذافي (5 يونيو 1972 -)؛ سياسي ليبي، وهو نجل الزعيم الليبي معمر القذافي، كان يرأس مؤسسة القذافي العالمية للجمعيات الخيرية والتنمية. ولد في باب العزيزية بطرابلس حيث تقيم أسرة العقيد معمر القذافي. وهو الابن الأول للعقيد القذافي من زوجته الثانية السيدة صفية فركاش، ولسيف الإسلام القذافي ستة أشقاء من بينهم أخت واحدة.
أصبح مطلوبًا لدى المحكمة الجنائية الدولية في يونيو 2011، وأعلن المجلس الوطني الانتقالي اعتقاله خلال معركة طرابلس في أغسطس 2011، لكنه ظهر بعد ساعات قليلة على قنوات فضائية نافيا خبر اعتقاله. واعتقل مع مرافقيه في منطقة صحراوية قرب مدينة أوباري (200 كم غربي سبها) يوم 19 نوفمبر 2011. وفي يونيو 2017 أعلنت «كتيبة أبوبكر الصديق» الليبية إطلاق سراحه ومغادرته مدينة الزنتان.

## تعليمه
درس سيف الإسلام المرحلة الابتدائية في مدرسة عمر بن الخطاب بمنطقة باب عكارة والاعدادية بمدرسة الشهيد محمد المقريف القريبة، وهما من مدارس طرابلس الحكومية. ودرس المرحلة الثانوية بمدرسة علي وريث الحكومية. وتخصص في الهندسة المعمارية حيث تخرج سنة 1994 من كلية الهندسة من جامعة الفاتح بطرابلس مهندسًا. والتحق بكلية الاقتصاد بجامعة «إمادك» بالنمسا سنة 1998 حيث تحصل على درجة الماجستير منها سنة 2000. كما التحق بكلية لندن للاقتصاد التي نال منها شهادة الدكتوراه. انتشرت مزاعم إعلامية حول شهادته الأخيرة، جاء فيها أن هناك كُتّابًا - لم يُسمّوا - ساهموا في كتابة أجزاء من أطروحته، إلا إنه لم تظهر أي أدلة تدعم هذه المزاعم التي انتشرت بعد عام 2011. وقالت صحيفة ذي إندبندنت أون صنداي إن السفارة الليبية في النمسا رفضت التعليق على هذه المعلومات، كما نقلت عن كلية لندن للاقتصاد قولها إنها لا تمتلك «أية أدلة» على الادعاءات الحالية. ولسيف الإسلام اهتمامات فنية حيث يعنى بالرسم. وأقام العديد من المعارض الفنية في مختلف دول العالم.
عمل بعد تخرجه لمركز البحوث الصناعية في طرابلس. كما عمل في سنة 1996 في المكتب الاستشاري الوطني. وانشأ مؤسسة القذافي العالمية للجمعيات الخيرية والتنمية التي أنشئت سنة 1998. حيث ساهم في حل الكثير من المشاكل الدولية مثل قضية الرهائن الأوربيين بالفليبين.

## أعماله
عمل من خلال جمعية حقوق الإنسان بنشاط بارز في تعزيز حقوق الإنسان؛ حيث قامت جمعية حقوق الإنسان التابعة للمؤسسة التي يرأسها بحملات واسعة للإفراج عن المعتقلين السياسيين، مما أدى إلى الإفراج عن أعداد كبيرة منهم، كما أطلقت الجمعية حملة ضد التعذيب في ليبيا والشرق الأوسط، وقامت عام 2006 بزيارة أماكن الاعتقال وقدمت توصيات بتحسين أوضاع المساجين وتوفير العلاج للمرضى.
تدخل، ضمن نشاطه في منظمة الأعمال الخيرية، في حل عدد من عمليات احتجاز الرهائن. وقاد سيف الإسلام القذافي «تيارًا إصلاحيًا»، حيث دعى في أغسطس 2006 إلى استحداث دستور ثابت لليبيا، ووضع مرجعية ثابتة مقترحا القيادات الشعبية والقيادة التاريخية لثورة الفاتح، كما دعا في خطاباته إلى التحول السياسي مما وصفه «ليبيا الثورة» إلى «ليبيا الدولة»، ووجه انتقادات حادة للنظام السياسي الليبي. آخرها كان في لقائه السنوي مع الشباب الليبي.
قاد سيف الإسلام القذافي مشروعًا طموحا يسمى «مشروع ليبيا الغد» وهدف به سياسيا لإخراج ليبيا من العزلة الدولية التي فرضت عليها نتيجة سياساتها التحررية المعادية للهيمنة الأمريكية والتي بلغت دروتها بالعدوان الأمريكي عليها عام 1986، وهدف اقتصاديا لترميم التصدعات التي حدثت للاقتصاد الليبي نتيجة لتلك العزلة، وهدف اجتماعيا لإطلاق العنان للجماهير وخاصة الشباب للإبداع والنشاط دون قيود، وتبنى ليبيا على الوجه الذي ينبغي أن تبنى عليه دولة تتمتع بإمكانيات ليبيا الاقتصادية في الألفية الثالثة.

## مؤلفاته
صدر له عام 2002 كتاب (ليبيا والقرن الواحد والعشرون)، وهو من منشورات (وان نايت ميديا). والكتاب عبارة عن ترجمة لرسالة ماجستير قدمت لجامعة هايوورد بكاليفورنيا كجزء من البرامج المطلوب للحصول على درجة الماجستير في إدارة الأعمال.

## الحرب الأهلية الليبية

سيف الإسلام القذافي في الزنتان بعد القبض عليه من جريدة الخليج الإماراتية.

اعتبر سيف الإسلام ثاني شخصية تدافع عن النظام في أيام ثورة 17 فبراير، وقد ظهر على شاشات التلفزيون الليبي أكثر من مرة، حيث دافع عن والده وانتقد الثوار الذين وصفهم بـ«العملاء» و«الخونة». في أواسط مايو 2011، تقدم المدعي العام للمحكمة الجنائية الدولية لويس مورينو أوكامبو بطلب إلى المحكمة الدولية لإصدار مذكرات اعتقال بحق معمر القذافي وسيف الإسلام ورئيس المخابرات الليبية عبد الله السنوسي، وقد صدرت المذكرة بالفعل في 27 يونيو 2011 ليصبح سيف الإسلام مطلوبا للعدالة الدولية. وفي 21 أغسطس 2011 (الموافق 21 رمضان) ادعى الثوار والمجلس الانتقالي أنهم اعتقلوا سيف الإسلام، وذلك عندما دخلوا العاصمة طرابلس، وقد أكد نبأ الاعتقال كل من رئيس المجلس الوطني الانتقالي مصطفى عبد الجليل والمدعي العام للمحكمة الجنائية الدولية لويس مورينو أوكامبو، إلا أنه ظهر مرة أخرى حرًا على الشاشات! 

### اعتقاله
اعتقل سيف الإسلام القذافي يوم السبت 19 نوفمبر وهو آخر أبناء الزعيم الليبي السابق معمر القذافي الفارين، والمطلوب لدى المحكمة الجنائية الدولية بتهمة ارتكاب جرائم ضد الإنسانية. وأعلن وزير العدل وحقوق الإنسان الليبي محمد العلاقي، أن سيف الإسلام الذي كان يعتبر الوريث لوالده اعتقل في جنوب ليبيا. وأكد قائد عمليات الثوار في الزنتان بشير الطيب ان رجاله قبضوا على سيف الإسلام مع ثلاث من مساعديه في منطقة اوباري، وقال سيف الإسلام لرويترز بعد اعتقاله ان اصابته في يده تعود إلى غارة للحلف الأطلسي قبل نحو شهر.
وبث التلفزيون الليبي تسجيلا مصورا يظهر سيف الإسلام بعد اعتقاله وهو متكئ على أريكة ويده اليمنى مضمدة ويغطي ساقيه بملاءة، فيما ذكرت قناة ليبيا الحرة أن التسجيل التقط بكاميرا هاتف جوال.

### حكم الإعدام
قضت محكمة استئناف العاصمة الليبية طرابلس يوم الثلاثاء 28 يوليو 2015 بإعدام رئيس مُخابرات نظام القذافي عبد الله السنوسي ورئيس وزرائه البغدادي المحمودي ونجله سيف الإسلام القذافي رميًا بالرصاص. وكانت هيئة المحكمة قد أصدرت حكمًا غيابيًّا على سيف الإسلام وأربعة متهمين آخرين لم يلتزموا بحضور جلسات المرافعات السابقة. وكانت التُهم التي وُجهت إليهم تتضمَّن التحريض على إثارة الحرب الأهلية والإبادة الجماعية وإساءة استخدام السلطة وإصدار أوامر بقتل المتظاهرين والإضرار بالمال العام وجلب مرتزقة لقمع ثورة السابع عشر من فبراير.

### الإفراج عنه
أعلن محامو سيف الإسلام أنه أفرج عنه بموجب عفو عام صادر من البرلمان الليبي يوم 6 يوليو 2016.

## الترشح للانتخابات الرئاسية
عاد سيف الإسلام نجل الزعيم الليبي الراحل معمر القذافي للظهور على الساحة السياسية الليبية مجددًا ولكن هذه المرة مرشحًا رسميًا للانتخابات الرئاسية، وفي يوم الأحد 14 نوفمبر 2021، تقدم سيف الإسلام بأوراق ترشحه للانتخابات الرئاسية الليبية بفرع المفوضية العليا للانتخابات بمدينة سبها جنوب البلاد، والتي كانت من مقرر تنظيمها في 24 ديسمبر 2021 ولكنها ألغيت في أخر لحظة.

### قبول أوراق ترشحه وردود الفعل
بعد ساعات من تقدمه للترشح للإنتخابات الرئاسية الليبية، أعلنت مفوضية الانتخابات في ليبيا، الأحد 14 نوفمبر 2021، قبولها أوراق ترشح سيف الإسلام، نجل العقيد الراحل معمر القذافي، للانتخابات الرئاسية المقررة في 24 ديسمبر 2021. وقالت المفوضية، في بيان، إن سيف الإسلام قدم «أوراق الترشح لرئاسة الدولة، وتقدم بمستندات ترشحه إلى مكتب الإدارة الانتخابية في مدينة سبها جنوب البلاد، مستكملا المسوغات القانونية».
من ناحية أخرى، أصدر المدعي العام العسكري التابع لحكومة الدبيبة، أوامر بإيقاف إجراءات ترشح كل من سيف الإسلام القذافي والمشير خليفة حفتر، بتهمة «ارتكاب جرائم خطيرة ضدّ الدولة» على حد تعبيره وذلك حسبما جاء في رسالة وجهها مكتبه، إلى رئيس المفوضية العليا للانتخابات عماد السايح، طلب فيها منه إيقاف السير في إجراءات ترشح سيف الإسلام القذافي وخليفة حفتر، إلى حين امتثالهما للتحقيق فيما أسند إليهما من تهم، وحمله المسؤولية القانونية حال مخالفة ذلك. وقانونيًا، يمكن لسيف الإسلام الترشح للانتخابات الرئاسية لكونه لم يصدر بحقه أي حكم نهائي في المحاكم الليبية، وسبق أن أكد رئيس مجلس النواب الليبي عقيلة صالح على ذلك بالقول أنه: «يمكن لأي ليبي الترشح للانتخابات سواء سيف الإسلام القذافي أو غيره طالما توفرت فيه شروط الترشح»، مشيرًا إلى أن مجلس النواب الليبي أقر قانون الانتخابات، مشترطًا أن يكون المترشح: «غير محكوم عليه [في المحاكم الليبية] بأي حكم نهائي في جناية أو جنحة مخلة بالشرف».
وفي أول رد فعل "ملموس"، قام عدد من السكان المحتجين على ترشح سيف الإسلام القذافي للانتخابات الرئاسية بإغلاق عدد من المراكز الانتخابية في غرب البلاد، وقال عضو بمجلس المفوضية الوطنية العليا للانتخابات في تصريح لفرانس برس الاثنين 15 نوفمبر إن "سكانًا محتجين على ترشح سيف الإسلام القذافي للانتخابات الرئاسية أغلقوا عددًا من المراكز الانتخابية في مدن الزاوية وغريان والخمس وزليتن. كما شهد المقر الفرعي للمفوضية في مدينة مصراتة وقفة احتجاجية رافضة لترشح سيف الإسلام، وسط تنديد بقرار قبول أوراق ترشحه ومطالب بإجراء الانتخابات على "قاعدة دستورية توافقية".

### اختراق موقع المفوضية
نشر على الصفحة الرسمية للمفوضية العليا للانتخابات الليبية على موقع الفيسبوك، يوم الاثنين 15 نوفمبر 2021، بيانًا جاء فيه رفض ترشح سيف الإسلام القذافي، ونص على: «أمام ما تشهده المفوضية من زعزعة للاستقرار وإعلاق للمكاتب في الوقت الحالي بسبب ترشح المدعو سيف الإسلام القذافي، قررت المفوضية رفض ترشحه للإنتخابات الرئاسية القادمة». لكن سرعان ما حُذف البيان، وقد أكد مسؤول إدارة الإعلام في المفوضية سامي الشريف، أن: البيان نُشر بواسطة جهات «اخترقت الصفحة الرسمية للمفوضية العليا للانتخابات خلال الساعات الماضية وأن المخترقين بثوا خبرًا كاذبًا حول رفض رئيس المفوضية الدكتور عماد السايح لأوراق ترشح سيف الإسلام القذافي».

### استبعاده ثم عودته للسباق الرئاسي
قالت لجنة الانتخابات الليبية، الأربعاء 24 نوفمبر 2021، في حكمٍ أوّليّ، إنّ سيف الإسلام القذافي غير مؤهل للترشح لانتخابات الرئاسة، وأصدر مجلس مفوضية الانتخابات الليبية القرار رقم 79 بشأن استبعاد 25 مترشحاً لا تنطبق عليهم شروط الترشح للانتخابات الرئاسية.
وقال مصدر ليبي مطّلع لوسائل إعلام إنّ «لجنة الانتخابات اتخذت قراراً باستبعاد سيف الإسلام، نجل العقيد الراحل معمر القذافي، من خوض الانتخابات الرئاسية المقررة في الـ 24 من ديسمبر المقبل». وأوضح المصدر أنّ قرار الاستبعاد جاء بسبب «صدور حكم نهائي من القضاء الليبي بإعدام سيف الإسلام» إثر إدانته بارتكاب «جرائم حرب». وأضاف أنّ سيف الإسلام «لم يقدّم ما يفيد بطلان هذا الحكم أو إسقاطه». فيما أعلن محامو سيف الإسلام اللجوء للطعن على قرار لجنة الإنتخابات لدى محكمة سبها.
لكن في 25 نوفمبر 2021، تعرضت محكمة سبها جنوب البلاد إلى هجوم مسلح حسب ما صرح به محامي سيف الإسلام، خالد الزايدي، والذي قال إن «مجموعة مسلحة أغلقت محكمة مدينة سبها، حيث كان يُفترض النظر في الطعن ضد قرار المفوضية العليا للانتخابات رفض ترشح موكله».
وأوضح الزايدي في فيديو متداول أن «قوة مسلحة هاجمت المحكمة وطردت الموظفين والقضاة بقوة السلاح»، مؤكدا أن عدم عقد جلسة النظر في قرار الطعن من شأنه أن «يؤثر على مجريات الانتخابات برمتها». فيما قالت الحكومة الليبية في بيان إنّها «ترفض ما حدث صباح الخميس 25 نوفمبر بمحكمة سبها من اعتداء طال العاملين نفّذته مجموعة تجاوزت القانون»، من دون أن تحدّد من هي هذه المجموعة ومن يقف وراءها.
كما قررت محكمة سبها، تأجيل جلسة النظر في الطعن المقدَّم من سيف الإسلام القذافي على قرار استبعاده من القائمة الأولية لمرشحي الانتخابات الرئاسية، وذلك بعد الهجوم الذي تعرضت له.
كما أعربت بعثة الأمم المتحدة في ليبيا في بيان أصدرته الجمعة 26 نوفمبر، إنها «تعرب عن انزعاجها إزاء الأنباء الواردة عن هجوم على محكمة سبها يوم أمس» حيث كان من المقرر إعادة النظر في قرار سابق قضى بإقصاء سيف الإسلام القذافي من الترشح للرئاسة.
قضت ⁧محكمة الإستئناف في سبها، الخميس 2 ديسمبر 2021،⁩ بقبول الطعن المقدم من سيف الإسلام ⁧القذافي ⁩والذي يقضي بإعادته إلى سباق الانتخابات الرئاسية في ⁧ليبيا⁩ والتي كان من مقرر عقدها في 24 ديسمبر 2021.

## وصلات خارجية
- مؤسسة القذافي للتنمية نسخة محفوظة 19 يناير 2008 على موقع واي باك مشين.